# Koi to Senkyo to Chocolate
Koi to Senkyo to Chocolate (恋と選挙とチョコレート lit. Amor, elección y chocolate?), abreviado como Koichoco (恋チョコ?), es una novela visual para adultos desarrollada por Sprite, la cual fue lanzada en Japón el 29 de octubre de 2010 para Windows PC y luego para PlayStation Portátil, el 27 de septiembre de 2012. El Modo de juego en Koi to Senkyo to Chocolate sigue una trama ramificada, el cual ofrece escenarios pre-determinados cursos de interacción, y se enfoca en las cinco personajes principales femeninos por el personaje del jugador. Ha recibido dos adaptaciones a manga serializadas en ASCII en la revistas Dengeki y Dengeki Daioh. Una adaptación a serie de anime de doce episodios producida por AIC Build y dirigida por Tōru Kitahata se transmitió entre julio y septiembre de 2012, con un episodio adicional publicado en el último Blu-ray y DVD en marzo de 2013.

## Modo de juego
Koi to Senkyo to Chocolate es una novela visual romántica en la cual el jugador asume el rol de Yūki Ōjima. Su modo de juego se centra en leer el texto que aparece en pantalla, el cual representa la narrativa de la historia y diálogo. El texto del juego es acompañado de sprites de los personajes, los cuales representan la persona con la que Yūki está hablando, sobre un fondo. Koi to Senkyo to Chocolate sigue una trama ramificada con múltiples finales, y dependiendo de las decisiones que el jugador haga durante el juego, la trama progresara en una dirección específica.
Hay cinco tramas principales con las cuales el jugador tiene la oportunidad de experimentar, cada una con una de las heroínas de la historia. Cada cierto tiempo, el jugador llegara a un punto donde él o ella tiene la oportunidad de elegir entre múltiples opciones. La progresión del texto se pausa en estos puntos hasta que la elección este hecha. Algunas descisiones pueden hacer que el juego termine prematuramente, lo cual ofrece ofrece un final alternativo a la trama. Para ver todas las tramas en su totalidad, el jugador tendrá que repetir el juego múltiples veces y elegir diferentes opciones para dirigir la trama en una dirección alternativa. A lo largo del juego, hay escenas sexuales mostrando a Yūki teniendo sexo con una heroína.

## Argumento
La historia sigue a Yūki Ōjima, un muchacho que asiste a la Academia Privada Takafuji (私立高藤学園 Shiritsu Takafuji Gakuen), una gran escuela con más de 6000 estudiantes. Yūki es un miembro del Club de Investigación de Comida (食品研究部 Shokuhin kenkyū-bu), abreviado como CIC o "Shokken" (ショッケン), juntos con otros siete, incluyendo a su amiga de la infancia, Chisato Sumiyoshi. Los miembros usualmente gasta su tiempo sin hacer muchas actividades. Cuando las elecciones para el siguiente presidente del consejo estudiantil se aproximan, el participante del frente Satsuki Shinonome propone que los clubes que no tienen méritos deberían ser diluidos o abolidos. El Club de Investigación de Comida le avisa al actual presidente Yakumo Mōri, quien sugiere que Yūki participe en las elecciones como el candidato opositor. Yūki descubre las circunstancias que enfrenta la escuela y decide entrar en las elecciones.

## Personajes

### Principales
Yūki Ōjima (大島 裕樹 Ōjima Yūki?)
Seiyū: Yūichi Nakamura, Yuka Keicho (joven)
Chisato Sumiyoshi (住吉 千里 Sumiyoshi Chisato?)
Seiyū: Eriko Nakamura, Hiro Nakajima (joven)
Isara Aomi (青海 衣更 Aomi Isara?)
Seiyū: Mai Kadowaki
Michiru Morishita (森下 未散 Morishita Michiru?)
Seiyū: Asami Imai
Mifuyu Kiba (木場 美冬 Kiba Mifuyu?)
Seiyū: Kaori Mizuhashi
Satsuki Shinonome (東雲 皐月 Shinonome Satsuki?)
Seiyū: Yū Asakawa

### Secundarios
Nozomi Edagawa (枝川 希美 Edagawa Nozomi?)
Seiyū: Yuko Gibu
Oboro Yumeshima (夢島 朧 Yumeshima Oboro?)
Seiyū: Megumi Ogata
Ai Sarue (猿江 愛 Sarue Ai?)
Seiyū: Yuka Inokuchi
Kii Monzennaka (門前仲 綺衣 Monzennaka Kii)
Seiyū: Ayumi Fujimura
Hazuki Shinonome (東雲 葉月 Shinonome Hazuki?)
Seiyū: Chiemi Ishimatsu
Hidaka Shiohama (汐浜 陽高 Shiohama Hidaka?)
Seiyū: Asami Sanada
Mieru Ariake (有明 美絵瑠 Ariake Mieru?)
Seiyū: Yui Sakakibara
Reiji Saga (佐賀 玲二 Saga Reiji?)
Seiyū: Kōji Yusa
Moheiji Tatsumi (辰巳 茂平治 Tatsumi Moheiji?)
Seiyū: Takahiro Mizushima
Yakumo Mōri (毛利 夜雲 Mōri Yakumo?)
Seiyū: Ken'ichi Suzumura
Kana Ōgibashi (扇橋 香奈 Ōgibashi Kana?)
Seiyū: Yuka Iguchi
Yuina Ōsawa (大沢 ゆいな Ōsawa Yuina?)
Seiyū: Rie Kugimiya

### Invitados
Personajes invitados de Ima Sugu Oniichan ni Imōto da tte Iitai!.
Ayumu Mitani (三谷 歩夢 Mitani Ayumu?)
Seiyū: Minori Chihara
Matsuri Nanase (奈々瀬 奉莉 Nanase Matsuri?)
Seiyū: Kanae Itō
Mao Shigemori (茂森 真央 Shigemori Mao?)
Seiyū: Ai Kayano
Kimika Haida (拝田 希実花 Haida Kimika?)
Seiyū: Yōko Hikasa

## Desarrollo y publicación
En noviembre de 2009, Sprite fue establecido como una marca hermana de la marca desarrolladora de las novelas visuales Selen. Koi to Senkyo to Chocolate es el título de debut de Sprite. El productor del juego fue Akira Sakamoto. El escenario fue escrito por Kō Katagi, mientras la dirección del arte y el diseño de los personajes fue hecho por Yū Akinashi. La música de fondo fue producida por miembros de Elements Garden, quien también produjeron la música de tema con I've Sound. Koi to Senkyo to Chocolate fue publicado el 29 de octubre de 2010 como una edición limitada, jugable en una Windows PC. Una edición regular fue publicada el 19 de noviembre de 2010. Sprite publicó una edición especial del juego el 29 de diciembre de 2011 para conmemorar la adaptación a anime, que incluye un libro de arte y una canción de I've Sound. Una versión jugable para PlayStation Portable (PSP) titulada Koi to Senkyo to Chocolate Portable (恋と選挙とチョコレート ポータブル Koi to Senkyo to Chocoēa Pōtaburu) fue publicado el 27 de septiembre de 2012 por Kadokawa Games.

## Adaptaciones

### Medios impresos
Una adaptación a manga, ilustrada por Tōko Kanno y titulada Koi to Senkyo to Chocolate (恋と選挙とチョコレート Koi to Senkyo to Chokorēa), fue serializado en Dengeki G's Magazine de ASCII Media Works entre febrero de 2011 y abril de 2014. Seis volúmenes tankōbon fueron publicados entre el 27 de julio de 2011 y el 27 de mayo de 2014. Un segundo manga, ilustrado por Waki Ikawa titulado Koi to Senkyo to Chocolate SLC (恋と選挙とチョコレート SLC, Koi to Senkyo to Chokorēa SLC, SLC significa Stay Little Cat (Mantente Pequeño Gato)), fue serializado en Dengeki Daioh de ASCII Media Works en mayo de 2011 y enero de 2014. Seis volúmenes del SLC fueron publicados entre el 27 de septiembre de 2011 y el 27 de enero de 2014. Dos volúmenes de un manga antológico titulado Koi to Senkyo to Chocolate Antología fue publicado por Ichijinsha entre abril y julio del 2011.
Una adaptación a novela ligera titulada Koi to Senkyo to Chocolate a novel (恋と選挙とチョコレート a novel), escrita por Yasuaki Mikami e ilustrada por AIC y Naoto Ayano, fue publicada el 21 de agosto de 2012 en Shogakukan.

### Anime
Un anime de 12 episodios, dirigido por Tōru Kitahata y producida por AIC Build y Aniplex, emitido ente el 6 de julio y el 28 de septiembre de 2012 en TBS y BS-TBS. El guion fue escrito por Katsuhiko Takayama, y el animador en jefe Hiroaki Gōda baso los diseños de los personajes usados en el anime en los diseños originales de Yū Akinashi. La música del anime es producida por Elements Garden. El anime fue publicado en siete discos Blu-ray (BD) y compilaciones de volúmenes DVD entre el 26 de septiembre de 2012 y el 27 de marzo de 2013. El último volumen BD y DVD contenía una OVA.
| Núm.     | Título                                            | Fecha de estreno         |
| -------- | ------------------------------------------------- | ------------------------ |
| 1        | "¡Disolviendo el club!" "Haibu!" (廃部!)          | 6 de julio de 2012       |
| 2        | "¡Corriendo por la elección!" "Shutsuba!" (出馬!) | 13 de julio de 2012      |
| 3        | "¡Estretegia!" "Senryaku!" (戦略!)                | 20 de julio de 2012      |
| 4        | "¡Fondos!" "Shikin!" (資金!)                      | 27 de julio de 2012      |
| 5        | "¡Festival!" "Saiten!" (祭典!)                    | 17 de agosto de 2012     |
| 6        | "¡Conteo de votos!" "Kaihyō!" (開票!)             | 17 de agosto de 2012     |
| 7        | "¡Campo!" "Gasshuku!" (合宿!)                     | 24 de agosto de 2012     |
| 8        | "¡Verdad!" "Shinjitsu!" (真実!)                   | 31 de agosto de 2012     |
| 9        | "¡Accidente!" "Jiko!" (事故!)                     | 7 de septiembre de 2012  |
| 10       | "¡Complicación!" "Sakusō!" (錯綜!)                | 14 de septiembre de 2012 |
| 11       | "¡Investigación!" "Sōsaku!" (捜索!)               | 21 de septiembre de 2012 |
| 12       | "¡Voto!" "Tōhyō!" (投票!)                         | 28 de septiembre de 2012 |
| 13 (OVA) | "¡Amor de hermana!" "Koiimo!" (恋妹!)             | 27 de marzo de 2013      |